# Östestvattnet
Östestvattnet är en sjö i Krokoms kommun och Strömsunds kommun i Jämtland och ingår i Indalsälvens huvudavrinningsområde. Sjön har en area på 0,233 kvadratkilometer och ligger 351 meter över havet.

## Delavrinningsområde
Östestvattnet ingår i det delavrinningsområde (708079-146113) som SMHI kallar för Utloppet av Lill-Vitvattnet. Medelhöjden är 371 meter över havet och ytan är 11,8 kvadratkilometer. Det finns inga avrinningsområden uppströms utan avrinningsområdet är högsta punkten. Vattendraget som avvattnar avrinningsområdet har biflödesordning 3, vilket innebär att vattnet flödar genom totalt 3 vattendrag innan det når havet efter 256 kilometer. Avrinningsområdet består mestadels av skog (74 procent) och sankmarker (17 procent). Avrinningsområdet har 0,39 kvadratkilometer vattenytor vilket ger det en sjöprocent på 3,3 procent.